# Vrútky
Vrútky (in tedesco:  Ruttek (raro), in ungherese Ruttka) è una città della Slovacchia facente parte del distretto di Martin, nella regione di Žilina. Si trova nella storica regione di Turiec.

## Geografia fisica
La città si trova alla confluenza dei fiumi Váh e del Turiec, nel kotlina Turčianska, nei pressi della catena montuosa dei Malá Fatra. Si trova a 3 km a nord della città di Martin, con cui condivide un sistema di trasporto pubblico, è a 25 km da Žilina. Inoltre, a Vrutky si trova l'organo di governo del Parco Nazionale del Veľká Fatra.